# Вишняк, Мария Владимировна
Мария Вишняк (род. 1960, Пятигорск, Ставропольский край) — советская и российская художница-пейзажистка.

## Биография
Родилась в семье художника Владимира Вишняка. Первые уроки рисования получила от отца, с пяти лет писала акварелью. Окончила Детскую художественную школу в городе Минеральные Воды. В 1973—1978 годах обучалась в Московской средней художественной школе имени В. И. Сурикова при Академии художеств. В 1978—1984 годах обучалась в Институте имени В. И. Сурикова в мастерской портрета Ильи Глазунова. С 1984 по 1991 год преподавала в Художественном Лицее имени В. И. Сурикова.
Мария Вишняк вдова, мать четырёх детей. В настоящее время живёт и работает в Москве.

## Выставки
Персональные выставки Марии Вишняк успешно проходят с 1989 года в Москве, Санкт-Петербурге, Нью-Йорке, Токио и других городах. Творчество художницы хорошо известно и за рубежом: персональные выставки живописца в разные годы прошли в США, Японии, Великобритании, Греции, Италии, Австрии, Голландии и Польше. Помимо пейзажного жанра, высоко ценится талант Марии и как портретиста. Работы М. В. Вишняк находятся в частных коллекциях и музеях многих стран мира.